# Upeneus quadrilineatus
Upeneus quadrilineatus is een straalvinnige vissensoort uit de familie van zeebarbelen (Mullidae). De wetenschappelijke naam van de soort is voor het eerst geldig gepubliceerd in 1963 door Cheng & Wang.